# Egon Thomsen
Egon Thomsen (1937 – ??), dansk professionel bokser i mellemvægt og letsværvægt. 
Egon Thomsen boksede som amatør for BK Kelly, og vandt det danske mesterskab i mellemvægt i 1958. 
Thomsen debuterede som professionel den 13. november 1958 med en sejr over Robert Martinez, der ligeledes havde sin professionelle debut. Den følgende kamp var også mod en debutant, Robert Ussin, og herefter mødte Egon Thomsen franskmanden Adamy, der aldrig vandt en professionel boksekamp i sine 4 forsøg. 
Følgende ventede endnu en debutant, Jerome Adje, der slog Egon Thomsen ud i 4. omgang den 1. oktober 1959. Herefter opnåede Egon Thomsen en række sejre over modstandere, der bortset fra belgieren Carlos van Neste, enten var urutinerede eller bare vant til at tabe. 5. oktober 1961 blev Egon Thomsen matchet mod en bokser af en anden kaliber, da han mødte den udmærkede englænder, og senere EM-udfordrer, George Aldrige. Aldrige stoppede Egon Thomsen i 3. omgang i en ensidig kamp, hvor Thomsen allerede fra første omgange vaklede på randen af knockout.
I de næste ni kampe blev Egon Thomsen stoppet 5 gange, men opnåede dog uafgjort mod Henry Kneipp på udebane i Oldenburg, Tyskland. I sin karrieres slutning steg frekvensen af sejre, men kvaliten af modstanderne var fortsat tvivlsom, og karrieren ledte ingen steder hen. 
Thomsens sidste kamp fandt sted i Wien den 14. maj 1966, hvor han blev slået ud i 6. omgang af Vid Stilja.
Egon Thomsen boksede som professionel 32 kampe med 23 sejre (5 før tid), 8 nederlag (7 før tid) og 1 uafgjort.